# Skolväg

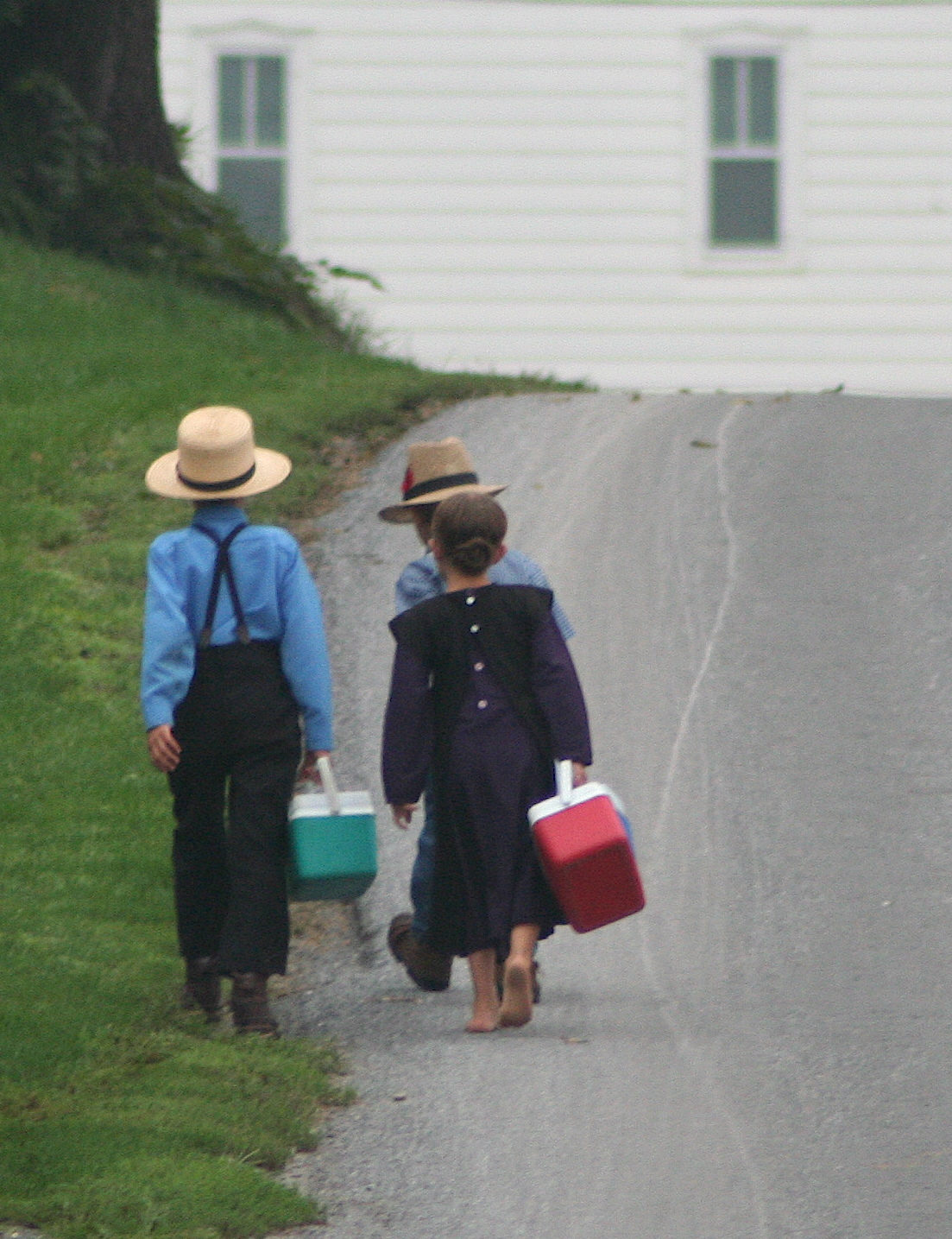
Amish-barn på väg till skolan.

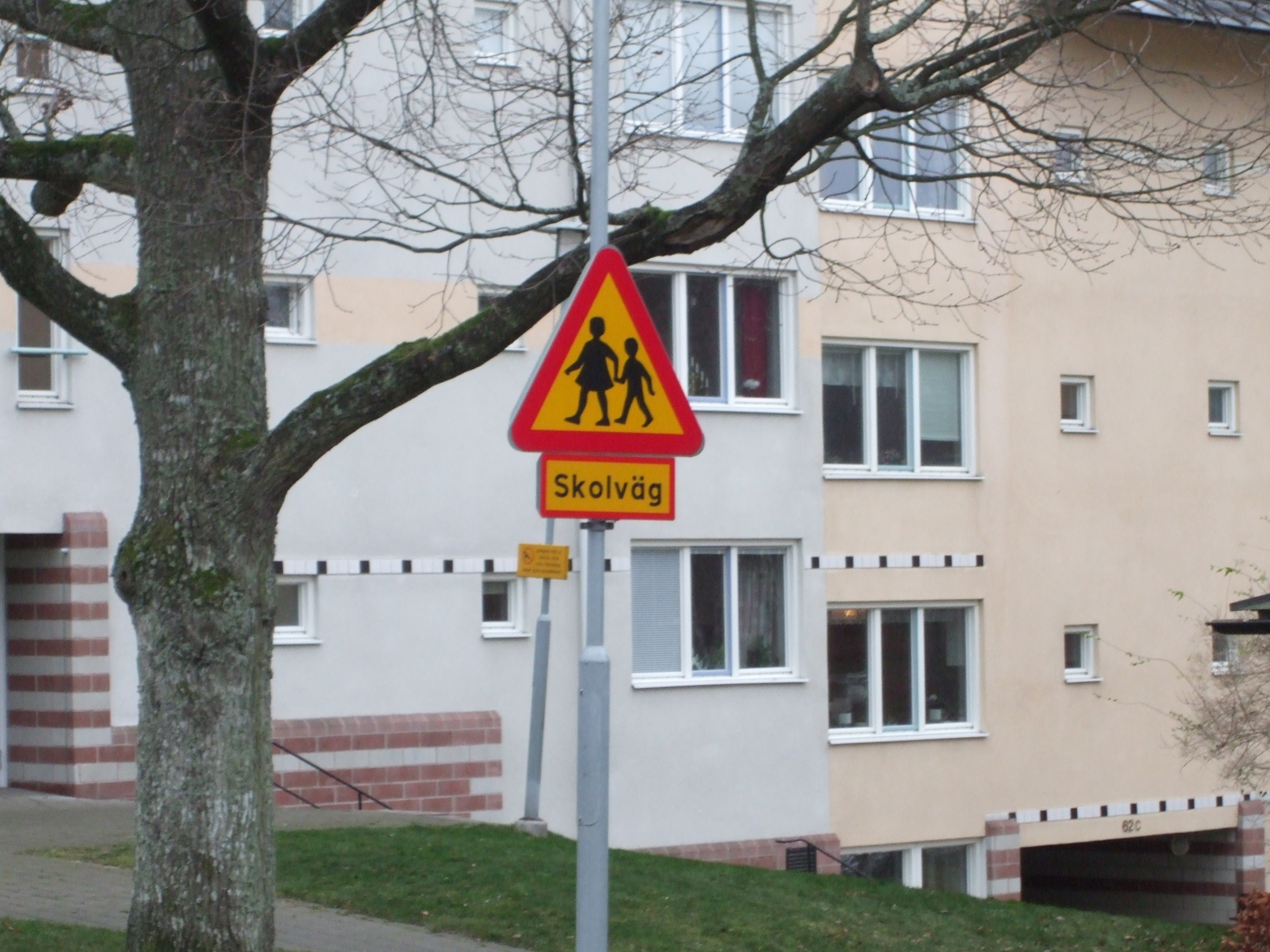
Ett vägmärke i Sverige som indikerar skolväg.

Skolväg kallas den sträcka som barn går eller cyklar på då de är på väg till och från skolorna. Oftast räknas kortaste och snabbaste vägen. Ibland talar man även om att de som åker med skolskjutsarna, vilka genomförs med buss eller taxi, har en skolväg. Barn i förskolorna brukar man inte säga har en skolväg (eller "förskolväg"), då dessa går med föräldrarna. Barn och ungdomar i högre årskurser, ungefär från 12 år och uppåt, brukar heller inte omfattas då deras trafikkunskaper och bedömningsförmåga i trafiken är större.
Då barnen når den tidiga skolåldern har de blivit mer medvetna om trafikolyckor och följderna än tidigare. Trafikmiljön kan då upplevas som mer obehaglig.
Under 1900-talet blev skolvägen i många länder alltmer riskfull på grund av det ökade antalet motorfordon, först i städerna, senare även ute på landsbygden. En tidig åtgärd var trafikundervisning i skolorna. Senare har även skolpatruller, som består av frivilliga elever som åtagit sig uppgiften att varna andra elever för fordon. Dessa ingriper dock inte i motortrafiken. Idén med skolpolis kommer ursprungligen från Detroit i delstaten Michigan i USA, där en lärarinna 1919 organiserade trafikpatruller bland sina elever i syfte att minska trafikolyckorna bland barn på väg till och från skolan.
Under 1980-talet fick den alltmer trafikerade skolvägen alltmer uppmärksamhet i massmedia. Senare trafikpolitiska åtgärder för en säkrare skolväg har bland annat innefattat sänkta hastighetsbegränsningar vid skolor och förskolor, samt bygga gångtunnlar under stora landsvägar. Man har också ersatt fristående fritidshem med fritidshem belägna på skolområdet.
I lägre årskurser kan även cykling till och från skolan utan förälders sällskap vara förbjuden.
Ibland talas även om att barnen riskerar att utsättas för våld och andra överfall på skolvägen, men detta är mindre vanligt.[källa behövs]

## Skolvägen i världen

### Sverige

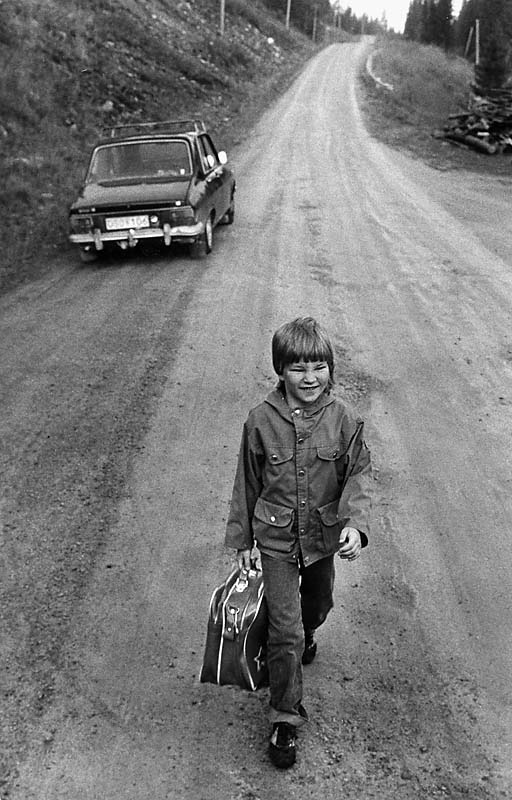
Ett barn på väg till skolbussen mellan Fjällsjönäs och Sorsele i slutet av 1970-talet.

- En studie i Sverige i februari 2013 visade att fastän många barn bor när sin skola, upplever de sin skolväg som otrygg och många föräldrar låter dem inte gå själva.[1]

### Tyskland
En studie 1998, "Schulwegstudie 98", genomförd av Universität Dortmund visade att en tredjedel av 690 tillfrågade barn i olika åldersgrupper inte kände till sin skolväg, då deras föräldrar skjutsade dem i bil till och från skolan.
Vanligtvis räknar man med att de flesta barn kan klara sig själva i vägtrafik från 8-årsåldern. 2002 skadades i Bayern 17 423 elever allvarligt på sin skolväg, av vilka 16 dog. In räknades här även de barn som fick skjuts med personbil.

## Skolvägen i populärkultur
Den svenska författarinnan Astrid Lindgren har i sina berättelser om "Alla vi barn i Bullerbyn" skildrat skolvägen i det tidiga 1900-talets Sverige. Här skildras vandrande längsmed stigar, innan massbilismen på allvar slagit igenom på Sveriges landsbygd, och hur det oftast tar längre tid att gå hem från skolan än att gå dit.

### Fotnoter
1. ↑  Madeleine Adaktusson (7 februari 2013). ”Många föräldrar tycker barnens skolväg är osäker”. Sveriges Television. http://www.svt.se/nyheter/inrikes/manga-foraldrar-tycker-barnens-skolvag-ar-osaker. Läst 2 april 2016.